# 1983 في فنزويلا
فيما يلي قوائم الأحداث التي وقعت خلال عام 1983 في فنزويلا.

## رياضة
- 1 يناير – الدوري الفنزويلي الممتاز 1983 الفائز يونيفرسيداد دي لوس أنديز.

## مواليد

### يناير
- 3 يناير – ماريا مارتينيز مسايفة فنزويلية.
- 27 يناير – إسماعيل باروسو

### فبراير
- 8 فبراير – ماورو زاريت لاعب كرة قاعدة فنزويلي.
- 21 فبراير – فرانكلين غوتيريز لاعب كرة قاعدة فنزويلي.

### مارس
- 15 مارس – إيفا إيكفال

### أبريل
- 10 أبريل – سيزار ألبرتو كاسترو لاعب كرة قدم فنزويلي.
- 18 أبريل – ألبرتو غونزاليس لاعب كرة قاعدة فنزويلي.

### مايو
- 19 مايو – ألكسندرا براون

### يونيو
- 10 يونيو – يوهان بيريز ملاكم فنزويلي.

### يوليو
- 14 يوليو – خوان غوتيريز لاعب كرة قاعدة فنزويلي.
- 28 يوليو – خوان غوايدو

### أغسطس
- 7 أغسطس – داني لاعب كرة قدم برتغالي.
- 20 أغسطس – لويس دياز لاعب كرة طائرة فنزويلي.
- 22 أغسطس – ناتشو

### سبتمبر
- 20 سبتمبر – داليا كونتريرز لاعبة تايكوندو فنزويلية.
- 25 سبتمبر – ميغيل بيريز لاعب كرة قاعدة فنزويلي.

### أكتوبر
- 19 أكتوبر – خورخي فالديفيا لاعب كرة قدم تشيلي.
- 27 أكتوبر – مارتين برادو لاعب كرة قاعدة فنزويلي.

### نوفمبر
- 21 نوفمبر – باول توريس درّاج طريق فنزويلي.
- 24 نوفمبر – خوسيه لوبيز لاعب كرة قاعدة فنزويلي.

### ديسمبر
- 22 ديسمبر – إدغار مونيوز ملاكم فنزويلي.
- 24 ديسمبر – غريغور بلانكو لاعب كرة قاعدة فنزويلي.
- 26 ديسمبر – يوهان بينو لاعب كرة قاعدة فنزويلي.

## وفيات

### يناير
- 24 يناير – كارمن كلمنتا ترافيزو (مواليد 1900)

### يوليو
- 17 يوليو – غوستافو ماتشادو موراليس (مواليد 1898) سياسي فنزويلي.